# Bródy György
Bródy György (Budapest, 1908. július 21. – Johannesburg, 1967. augusztus 5.) kétszeres olimpiai bajnok magyar vízilabdázó, sportvezető.

## Pályája
1928 és 1938 között a III. kerületi TVE vízilabdakapusaként sportolt. 1928-tól tagja a magyar vízilabda válogatottnak, 1938-ig hetvennégy alkalommal védte a magyar csapat kapuját. Tagja volt az 1932-ben Los Angelesben és 1936-ban Berlinben olimpiai bajnokságot nyert magyar csapatnak. A második világháború alatt munkaszolgálatos volt a keleti fronton.
1945-től a Magyar Úszó Szövetség ügyvezető alelnöke, és külkereskedelmi tisztviselő. 1948-ban egy külföldi útjáról nem tért haza és Dél-Afrikában telepedett le, ahol egy fonalgyárat alapított. 1967-ben egy labdarúgó-mérkőzésen szívroham okozta halálát.

## Sporteredményei
- kétszeres olimpiai bajnok (1932, 1936)
- kétszeres Európa-bajnok (1931, 1934)
- magyar bajnok (1928)

## Díjai, elismerései
- Magyar Köztársasági Érdemérem arany fokozat (1947)[1]

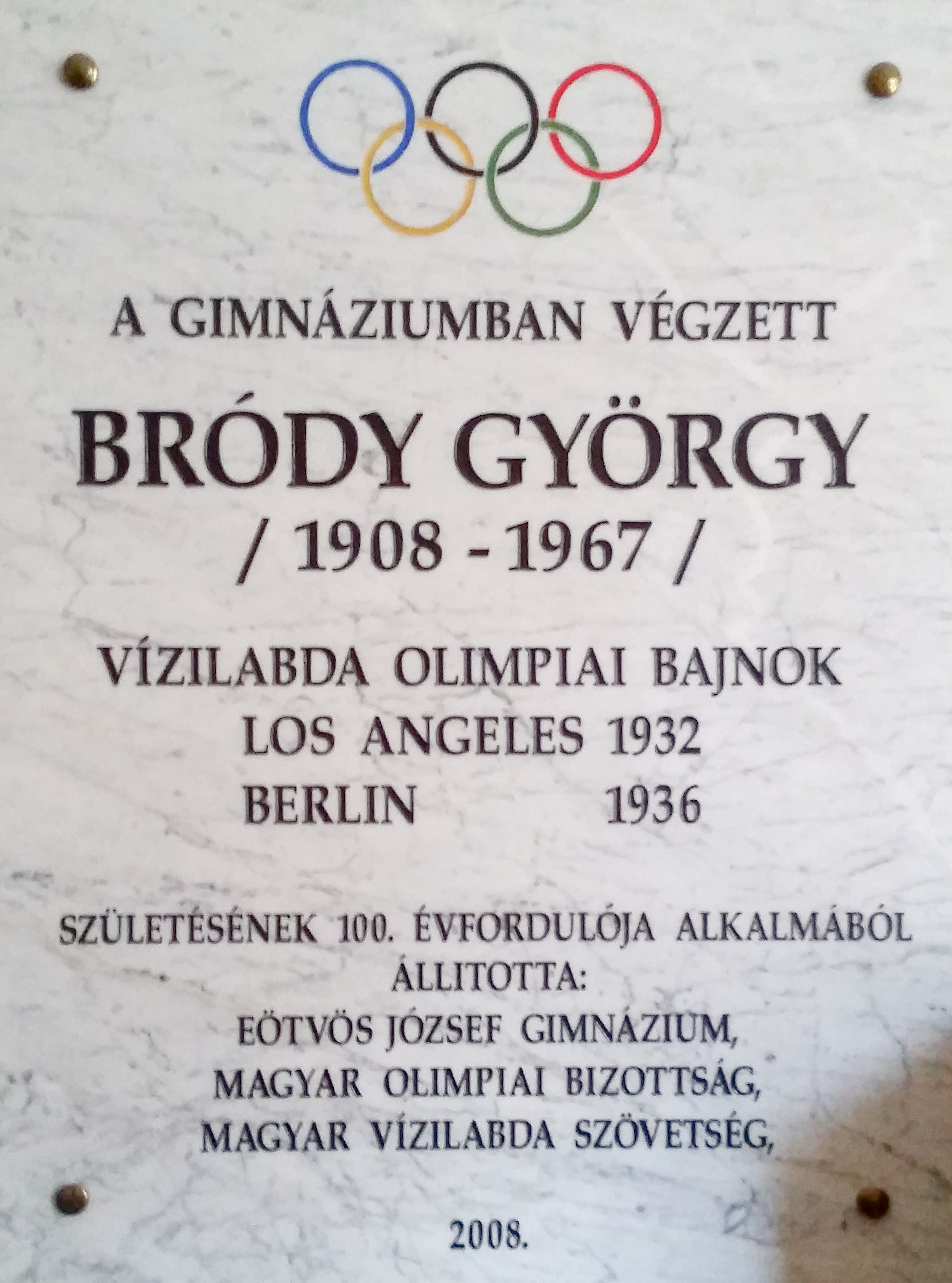
Emléktáblája a budapesti Eötvös József Gimnáziumban